# Круподеринська сільська рада
Круподеринська сільська рада — адміністративно-територіальна одиниця у Оржицькому районі Полтавської області з центром у c. Круподеринці.
Населення — 1028 осіб.

## Населені пункти
Сільраді були підпорядковані населені пункти:
- c. Круподеринці